# Josef Doppler
Josef ‘Sepp’ Doppler (17 de enero de 1959) es un expiloto de motociclismo austríaco, que compitió en el Campeonato del Mundo de Motociclismo desde 1983 hasta 1992. También fue campeón del Campeonato Nacional austríaco de 500cc en 1985 y 1986.

## Resultados

### Campeonato del Mundo de Motociclismo

#### Carreras por año
Sistema de puntos desde 1969 a 1987:
| Posición | 1.º | 2.º | 3.º | 4.º | 5.º | 6.º | 7.º | 8.º | 9.º | 10.º |
| Puntos   | 15  | 12  | 10  | 8   | 6   | 5   | 4   | 3   | 2   | 1    |

Sistema de puntos desde 1988 a 1992:
| Posición | 1.º | 2.º | 3.º | 4.º | 5.º | 6.º | 7.º | 8.º | 9.º | 10.º | 11.º | 12.º | 13.º | 14.º | 15.º |
| Puntos   | 20  | 17  | 15  | 13  | 11  | 10  | 9   | 8   | 7   | 6    | 5    | 4    | 3    | 2    | 1    |

(Carreras en negrita indica pole position, carreras en cursiva indica vuelta rápida)
| Año  | Clase | Moto      | 1       | 2       | 3       | 4       | 5       | 6       | 7       | 8      | 9       | 10      | 11      | 12      | 13     | 14      | 15     | Pts. | Pos. |
| ---- | ----- | --------- | ------- | ------- | ------- | ------- | ------- | ------- | ------- | ------ | ------- | ------- | ------- | ------- | ------ | ------- | ------ | ---- | ---- |
| 1983 | 500cc | RG Suzuki | RSA -   | FRA -   | NAT -   | GER -   | ESP -   | AUT DNQ | YUG -   | NED -  | BEL -   | GBR -   | SWE -   | RSM -   |        |         |        | 0    | -    |
| 1984 | 500cc | Honda     | RSA -   | NAT -   | ESP -   | AUT -   | GER -   | FRA -   | YUG 24  | NED -  | BEL -   | GBR -   | SWE -   | RSM -   |        |         |        | 0    | -    |
| 1985 | 500cc | Suzuki    | RSA -   | ESP -   | GER DNQ | NAT -   | AUT 26  | YUG 26  | NED -   | BEL -  | FRA -   | GBR -   | SWE -   | RSM -   |        |         |        | 0    | -    |
| 1986 | 500cc | Honda     | ESP -   | NAT Ret | GER 27  | AUT Ret | YUG Ret | NED -   | BEL Ret | FRA -  | GBR -   | SWE Ret | RSM DNQ |         |        |         |        | 0    | -    |
| 1987 | 500cc | Honda     | JPN -   | ESP -   | GER DNQ | NAT DNQ | AUT Ret | YUG -   | NED DNQ | FRA -  | GBR -   | SWE -   | CZE 20  | RSM DNQ | POR -  | BRA -   | ARG -  | 0    | -    |
| 1988 | 500cc | Honda     | JPN -   | USA -   | ESP DNQ | EXP 17  | NAT -   | GER 20  | AUT 18  | NED 21 | BEL 21  | YUG DNQ | FRA Ret | GBR -   | SWE -  | CZE Ret | BRA -  | 0    | -    |
| 1989 | 500cc | Honda     | JPN -   | AUS -   | USA -   | ESP 18  | NAT 5   | GER 22  | AUT 16  | YUG -  | NED Ret | BEL 16  | FRA -   | GBR 21  | SWE -  | CZE 24  | BRA -  | 11   | 23.º |
| 1991 | 500cc | Yamaha    | JPN -   | AUS -   | USA -   | ESP -   | ITA -   | GER -   | AUT -   | EUR 17 | NED     | FRA 15  | GBR 17  | RSM 16  | CZE 16 | VDM -   | MAL 13 | 4    | 25.º |
| 1992 | 500cc | Yamaha    | JPN DNQ | AUS Ret | MAL Ret | ESP 23  | ITA Ret | EUR 24  | GER 20  | NED 21 | HUN 21  | FRA 17  | GBR Ret | BRA Ret | RSA 24 |         |        | 0    | -    |